# Nécropole nationale d'Haubourdin
De Nécropole nationale d'Haubourdin is een begraafplaats voor slachtoffers uit de Tweede Wereldoorlog, met 1.987 Franse soldaten en leden van de Résistance, in de Franse gemeente Haubourdin in het Noorderdepartement in de regio Hauts-de-France.